# Аамисепп, Юлиус Сиймович
Юлиус Сиймович Аамисепп (эст. Julius Aamisepp, 1 сентября 1883, Karilepa, Харьюмаа — 19 января 1950, Йыгева) — советский селекционер-растениевод, член-корреспондент АН Эстонской ССР, заведующий отделом селекции Государственной Иыгевской селекционной станции, лауреат Сталинской премии. Заслуженный деятель науки Эстонской ССР (1945).

## Биография
Учился в приходской школе (1893—1897), в начальной школе (1897—1900), в средней школе (1900—1903), в военной инженерной школе в Санкт-Петербурге (1903—1905, исключён за участие в революционной деятельности).
В 1914—1917 гг. артиллерийский офицер Русской императорской армии, участник Первой мировой войны.
С 1907 года на хуторе отца начал ставить опыты и заниматься селекцией сортов. С 1920 по 1950 год заведующий отделом картофеля, овощей и бобовых растений Йыгеваской селекционной станции.
Селекционер картофеля, гороха, лука, яблонь, чёрной и красной смородины.
Член-корреспондент АН Эстонской ССР (1946, первый состав).
Сталинская премия 1948 года — за выведение новых ракоустойчивых сортов картофеля «Калев», «Кунгла», «Иыгева», «Вируланэ», «Линда», получивших широкое распространение в ЭССР и в ряде областей РСФСР и БССР.
Заслуженный деятель науки Эстонской ССР (1945). Вошёл в составленный в 1999 году по результатам письменного и онлайн-голосования список 100 великих деятелей Эстонии XX века.
Сын — Аамисепп Ильмар Юльевич (эст. Ilmar Aamisepp; 06.04.1927 — 13.08.1992) — учёный и государственный деятель.